# سوپرجام فوتبال ایتالیا ۲۰۱۹
سوپر جام فوتبال ایتالیا ۲۰۱۹ سی و دومین دورهٔ مسابقهٔ سوپر جام فوتبال ایتالیا است که بین قهرمان سری آ و قهرمان کوپا ایتالیا برگزار می‌شود. تیم‌های حاضر یوونتوس قهرمان سری آ و لاتزیو قهرمان کوپا ایتالیا هستند.